# ノアの法
ノアの7つの戒め、ノアの七戒(Hebrew: שבע מצוות בני נח Sheva mitzvot B'nei Noach)とは、タルムードの記載によれば、神がノアを通じて全人類に与えたものといわれる七つの戒めのことである。英語では、Noahide Law（ノアハイド法）とも表記する。

## 概要
タルムードを編纂したラビ達は、「シナイ半島のシナイ山での、モーセに対する啓示『モーセの十戒』以前に、神がノアを通じて、ノアの三人の息子であるセム、ハム、ヤペテとその子孫である、非ユダヤ人を含む人類全体をも拘束する法（戒）を与えた」と考え、創世記の記述を基に、以下の法（戒）を導き出した。それが「ノアの七戒」である。ゆえに、「モーセの十戒」を含む律法がユダヤ人を拘束するのに対し、「ノアの七戒」は、非ユダヤ人を含む人類全体を拘束する（適用される）ものである（とラビ達に考えられている）。
彼らはアダムに次の六つの戒めが命じられたと宣言した。
1. 偶像を拝んではならない[1]。
2. 神の名を冒涜しないこと。
3. 司法裁判所を設置すること。
4. 殺さないこと。
5. 姦淫をしないこと。
6. 奪わないこと。

大洪水の後、「生きた動物の肉を食べてはならない」という第七の戒めが加えられた（創世記9章4節）。

## 戒律の起源
ノアの息子たちの戒めの聖書的根拠は、洪水後に神がノアとその息子たちと交わした虹の契約の中の言葉に存在する。創世記9章1-7には次のようにある。
1 神はノアとその子らとを祝福して彼に言われた、「生めよ、ふえよ、地に満ちよ。
2 地のすべての獣、空のすべての鳥、地に這うすべてのもの、海のすべての魚は恐れおののいて、あなたがたの支配に服し、
3 すべて生きて動くものはあなたがたの食物となるであろう。さきに青草をあなたがたに与えたように、わたしはこれらのものを皆あなたがたに与える。
4 しかし肉を、その命である血のままで、食べてはならない。
5 あなたがたの命の血を流すものには、わたしは必ず報復するであろう。いかなる獣にも報復する。兄弟である人にも、わたしは人の命のために、報復するであろう。
6 人の血を流すものは、人に血を流される、神が自分のかたちに人を造られたゆえに。

7 あなたがたは、生めよ、ふえよ、地に群らがり、地の上うえにふえよ。
ノアの息子たちは、多産と生殖の戒めとともに、血を流すこと（殺人）と「魂の肉」を食べること (生きた動物の臓器として解釈されることが受け入れられている) だけを禁じていた。他の戒律は、タルムードのサンヘドリン篇などに記述が存在する。

偶像崇拝の禁止については、出エジプト記20:3-4にも記述が存在する。
あなたはわたしのほかに、なにものをも神としてはならない。

あなたは自分のために、刻んだ像を造ってはならない。上は天にあるもの、下は地にあるもの、また地の下の水のなかにあるものの、どんな形をも造ってはならない。

## 参考
1. ↑  ただし「偶像」ではない「真の神」であれば拝んで良い。
2. ↑  “Genesis.9.1-7”.   Sefaria. 2024年11月1日閲覧。
3. ↑  “Sanhedrin 56a:24”.   Sefaria. 2024年11月1日閲覧。
4. ↑  “Exodus 20”.   Sefaria. 2024年11月22日閲覧。

- 『ノアの七戒』